# ジェフリー・ユージェニデス

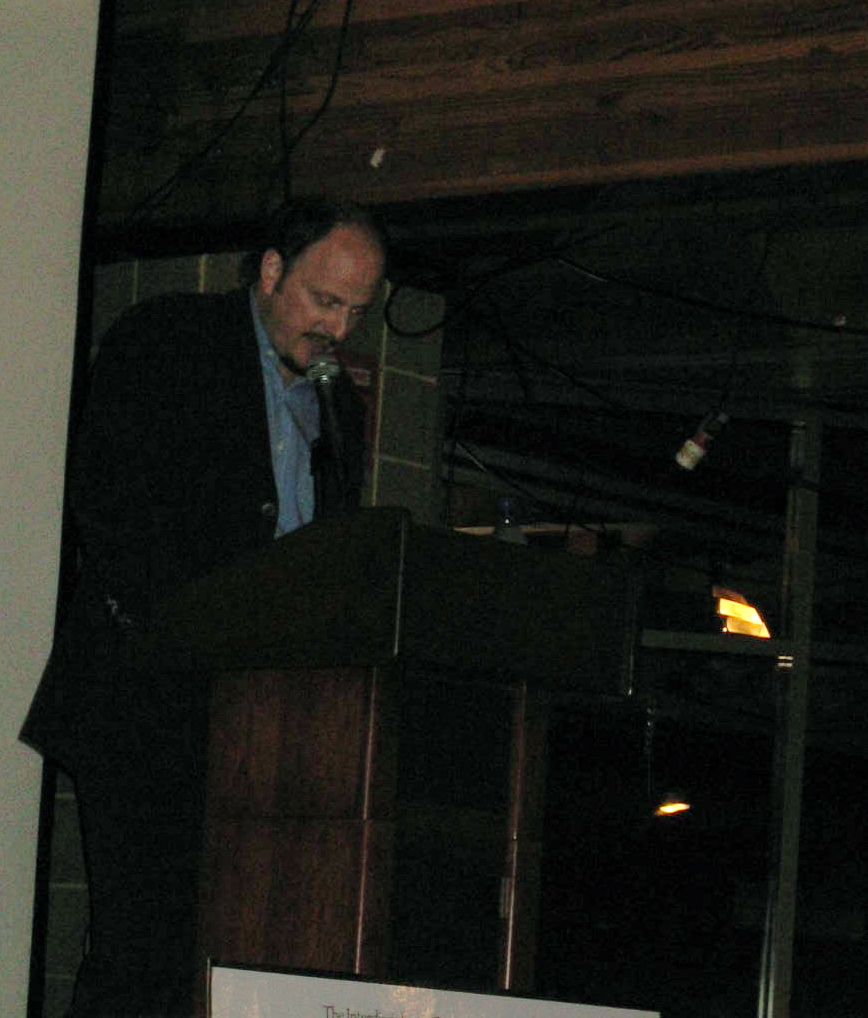
ジェフリー・ユージェニデス

ジェフリー・ユージェニデス（Jeffrey Eugenides、本名：Jeffrey Kent Eugenides、1960年3月8日 - ）は、アメリカ合衆国の小説家。ミシガン州・デトロイト出身。ブラウン大学で学び、スタンフォード大学で創作の修士号を取得した。
「ミドルセックス」でピューリッツァー賞を受賞している。2003年にはヴェルト文学賞を受賞。
公の場にはほとんど出ず、詳細な経歴やプライベートも不明。現在、プリンストン大学創作科教授を務めている。

## 著作
- ヘビトンボの季節に自殺した五人姉妹 (1993)　※1999年に「ヴァージン・スーサイズ」として映画化された。
- ミドルセックス (2002)
- "The Marriage Plot" (2011)